# Bulgarisch-griechischer Kirchenkampf

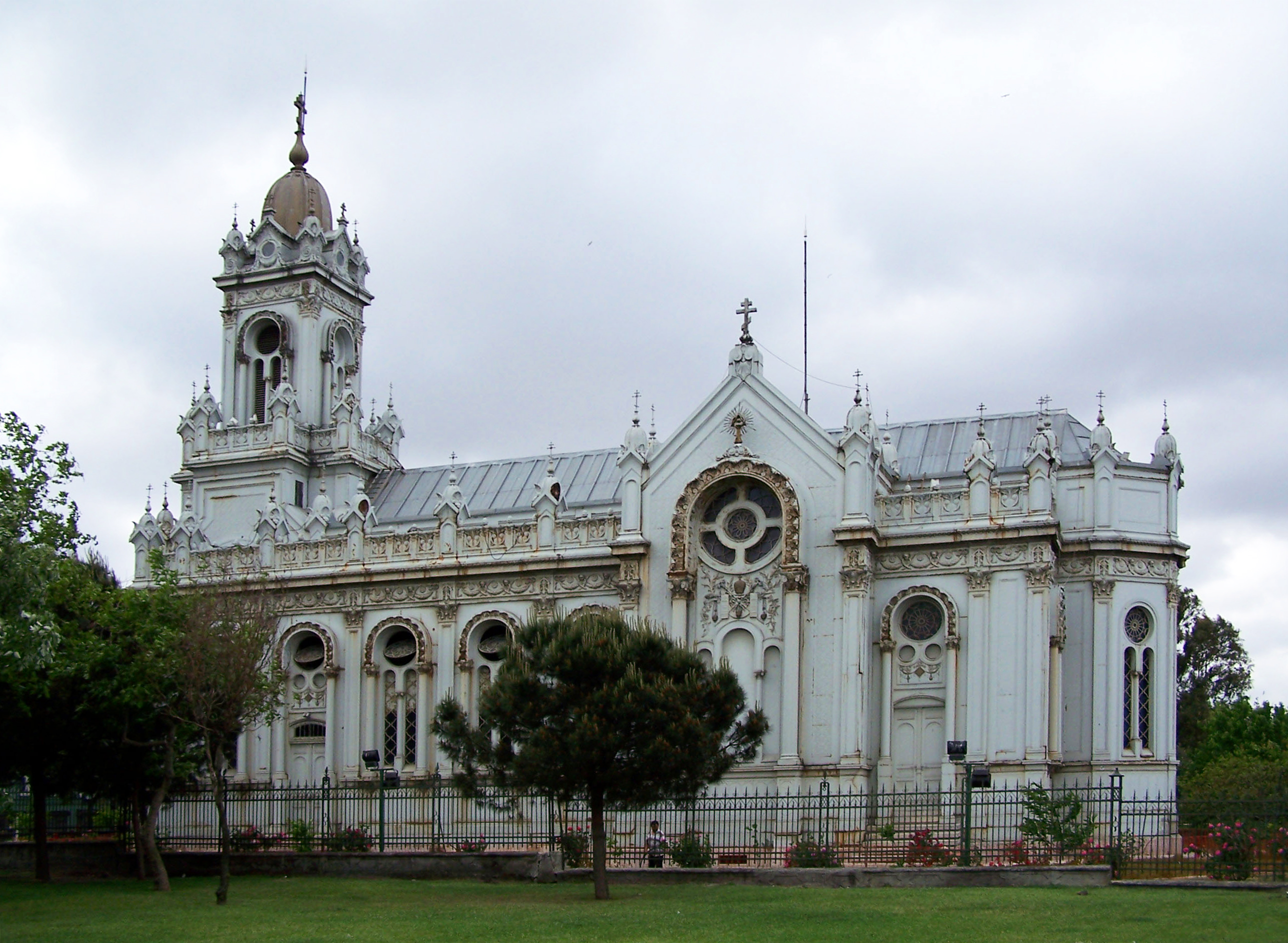
Die Kirche Sankt Stefan (Istanbul) in Istanbul, Sitz des bulgarischen Exarchats

Als Bulgarisch-griechischer Kirchenkampf oder auch griechisch-bulgarischer Kirchenstreit wird der Kampf der Bulgaren gegen das griechisch geprägte ökumenische Patriarchat von Konstantinopel bezeichnet, welches als Teil des osmanischen Millet-Systems für die Bulgaren innerhalb des Reiches zuständig war. Der Kampf war Teil der bulgarischen Kirchenfrage die im Züge der bulgarischen Wiedergeburt entstand, die Bewegung der bulgarischen Bevölkerung des osmanischen Reiches für ein eigenständiges Millet und für eine eigenständige Kirchenorganisation. Die Errichtung der Bulgarisch-katholischen Kirche 1851 und vor allem die Bildung des bulgarischen Millets und die Wiedererrichtung der Bulgarisch-orthodoxen Kirche von Sultan Abdülaziz im Jahre 1872 führten zur Verschärfung des Kirchenkampfes. Da das Schulwesen der jeweilige Kirche unterstand, ist der Kampf um unabhängige Schulen in der Bulgarisch unterrichtet wird, mit dem Kirchenkampf eng verflochten.

## Vorgeschichte
Während der Zeit der Aufklärung wuchs das Interesse der Nationen an der eigenen Identität und Geschichte. 1761 wurde die erste Geschichte Bulgariens von Blasius Kleiner veröffentlicht, und im Jahr 1762 erschien die Slawobulgarische Geschichte. Im gleichen Jahr wurde Katharina die Große russische Kaiserin. Unter ihrer Herrschaft entstand das Griechische Projekt zur Zerschlagung des Osmanischen Reiches. Das beflügelte zusätzlich den Kampf für eine unabhängige bulgarische Kirche innerhalb des Orthodoxen Millets, der sich letztendlich gegen die russischen Interessen richtete, welche die griechische Seite unterstützten und keine Aufteilung des Millets präferierten.
Der bulgarisch-griechische Kirchenkampf während der bulgarischen Aufklärung war verbunden mit dem Kampf um das Recht, die Liturgie in bulgarischer Sprache zu feiern, auf Bildung in bulgarischen Schulen in bulgarischer Sprache und der Forderung nach erweiterten Rechten für die Bulgaren innerhalb des orthodoxen Millets oder gar nach Gründung eines eigenständigen bulgarischen Millets (Eksarhhâne-i Millet i Bulgar). Damit wurde zum ersten Mal ein Millet im osmanischen Reich auf ethnischer Grundlage zugelassen. Der vom Panslawismus beeinflusste Kampf richtete sich jedoch primär gegen die Dominanz der Griechen, der griechischen Sprache und progriechisch gesinnter Gruppen wie der Phanarioten oder Megali Idea innerhalb des Osmanischen Reiches und des Ökumenischen Patriarchats von Konstantinopel, das nach Auflösung des Bulgarischen Erzbistums von Ohrid 1767 für alle Orthodoxe Christen im Reich zuständig war.
Unter den Bedingungen der auch auf dem Balkan erstarkten Nationalromantik als Folge der europäischen Revolutionen 1848/1849 wurde nicht nur der Ruf nach einer griechischen Nationalkirche stärker, sondern es verstärkte sich auch der Konflikt zwischen der bulgarischen und griechischen Orthodoxie. Wurde bis etwa in die 1760er Jahre hinein in den Kirchen des heutigen Bulgariens und Nordmazedoniens etwa noch das Mittelbulgarische genutzt, so setzte ab dem letzten Drittel des 18. Jahrhunderts allmählich eine Dominanz des Griechischen als Kirchensprache ein. Dies war eine direkte Konsequenz phanariotischer Agitation, setzten sich die Phanarioten doch massiv dafür ein, das Griechische als einzig legitimes Idiom für die Kommunikation mit Gott zu etablieren. Der Beschluss vom 29. Juni 1850 zur Anerkennung einer unabhängigen griechischen Nationalkirche durch das Patriarchat von Konstantinopel sprengte die bulgarisch-griechischen Beziehungen endgültig.

## Das Schisma
Durch den Ferman zur Errichtung des Bulgarischen Exarchats, ein Dekret des Sultans Abdülaziz vom 28. Februar 1870, wurde die bulgarische Kirchenorganisation in der Form eines Exarchats wiederhergestellt, zunächst jedoch ohne die volle Unabhängigkeit zu erhalten; die Mehrzahl der Bulgaren trennte sich vom ökumenischen Patriarchat. Auch die 1860 gegründete Bulgarisch-katholische Kirche, die als Versuch zur Gründung einer von Konstantinopel unabhängigen bulgarischen Nationalkirche anzusehen ist, verlor durch die Wiedererrichtung der Bulgarisch-Orthodoxen Kirche rasch an Bedeutung.
Um der Ausgliederung der Eparchien und der Errichtung einer weiteren orthodoxen Kirchenorganisation mit Sitz in der osmanischen Hauptstadt Konstantinopel entgegenzuwirken, erklärte das Ökumenische Patriarchat nach dem Gründungskonzil des Exarchats die neue Kirchenorganisation am 16. September 1872 für schismatisch. Das so entstandene bulgarisch-griechische Schisma störte die Beziehungen beider Länder auch nach der Autonomie Bulgariens 1878 noch über Jahrzehnte. Während der beiden Weltkriege war Bulgarien ein Verbündeter des Deutschen Reiches im Kampf gegen Griechenland.